# Maciço des Aravis
A Maciço des Aravis - Massif des Aravis em francês, ou só les Aravis - é uma maciço dos Pré-Alpes, Alpes Ocidentais, que se situa no  departamento francês  da Alta Saboia e da Saboia, e cujo ponto culminante é a Pointe Percée com 2.750 m
Estende-se desde a aglomeração de Annecy a Oeste, até ao Vale do Arve a Norte e a Este, e o Vale de Arly, afluente do Rio Isère a Sul.
Formado por rocha sedimentar, é o conjunto constituído pelo maciço des Bornes, da cordilheira des Aravis e do planalto des Glières que forma o Maciço des Arvis.

## Desportos
Um certo número de estações de desporto de inverno encontram na região, e entre outras, La Clusaz, Combloux, Le Grand Bornand, e  Megève.

## Imagens

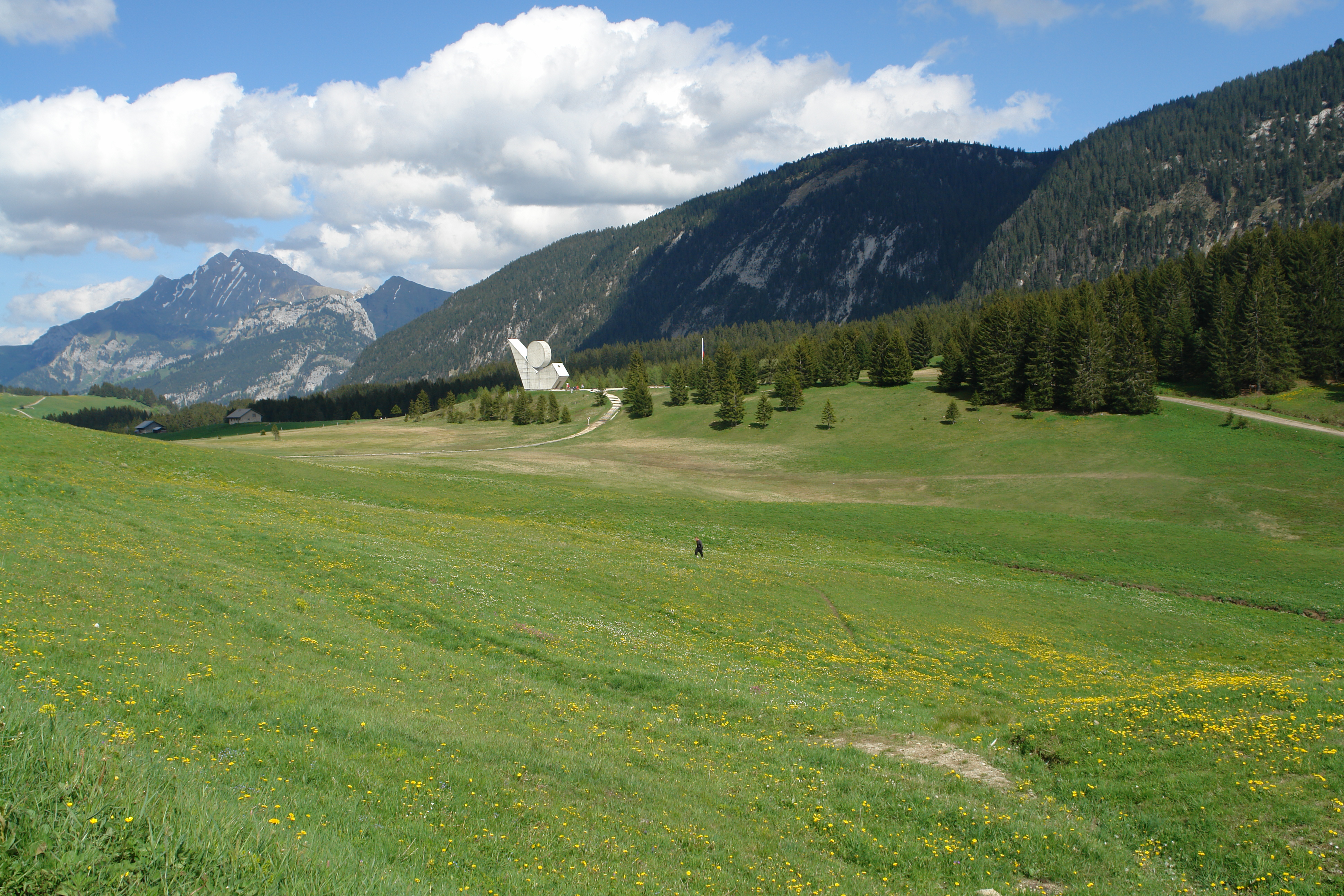
Planalto da Glières e estátua monumental de  Émile Gilioli
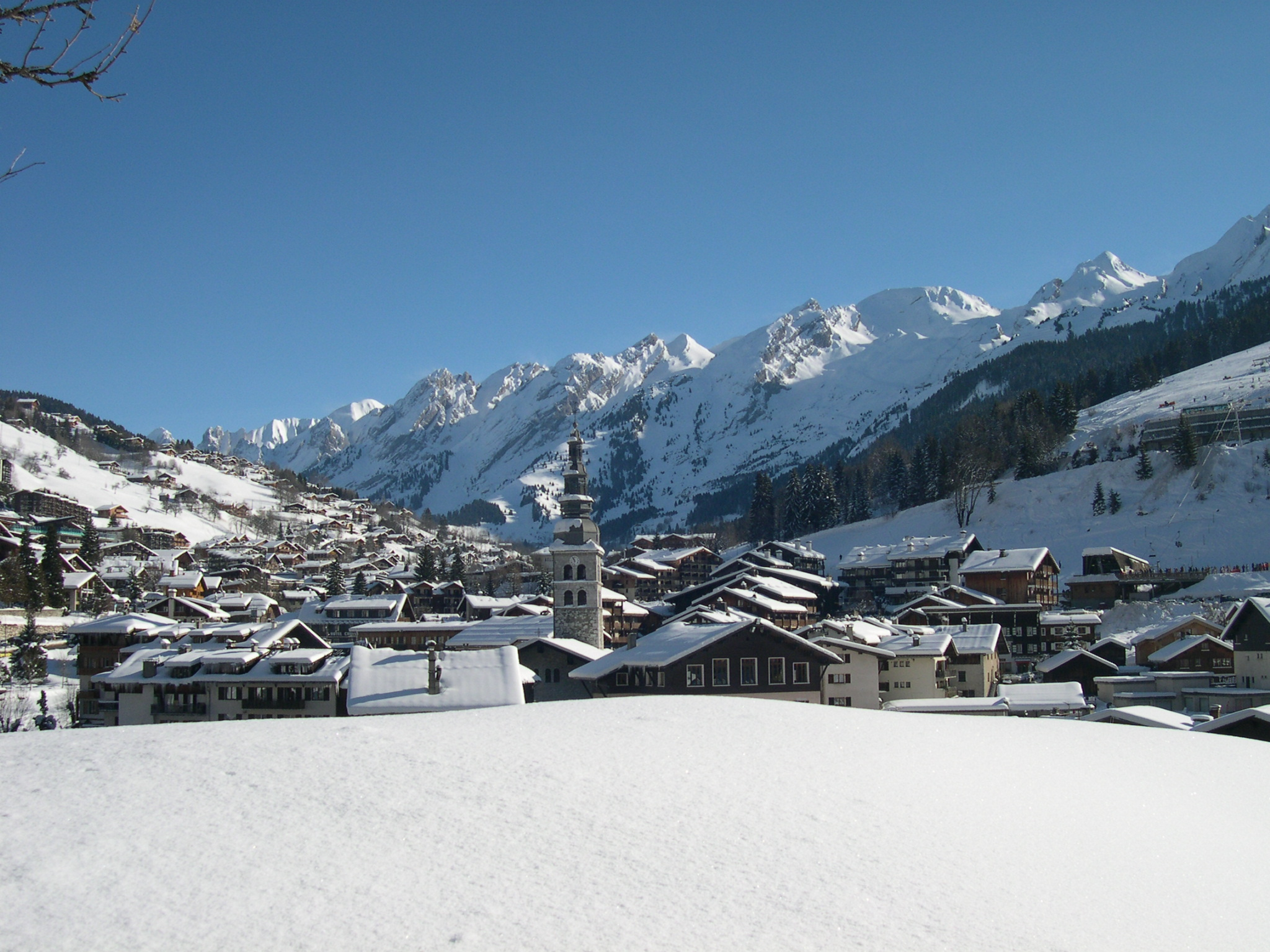
Les Aravis vistas de La Clusaz
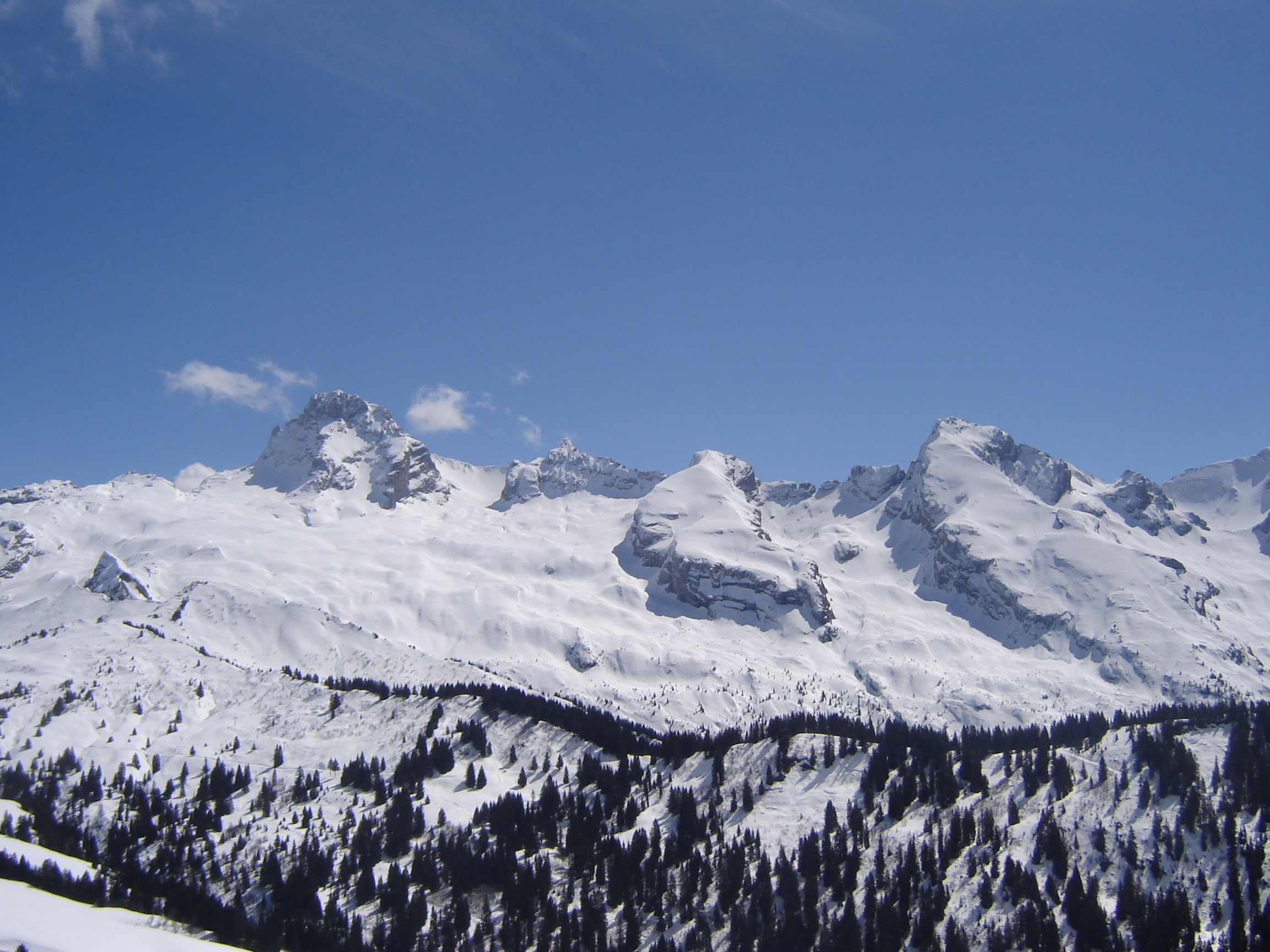
A Pointe-Percée com 2750 m
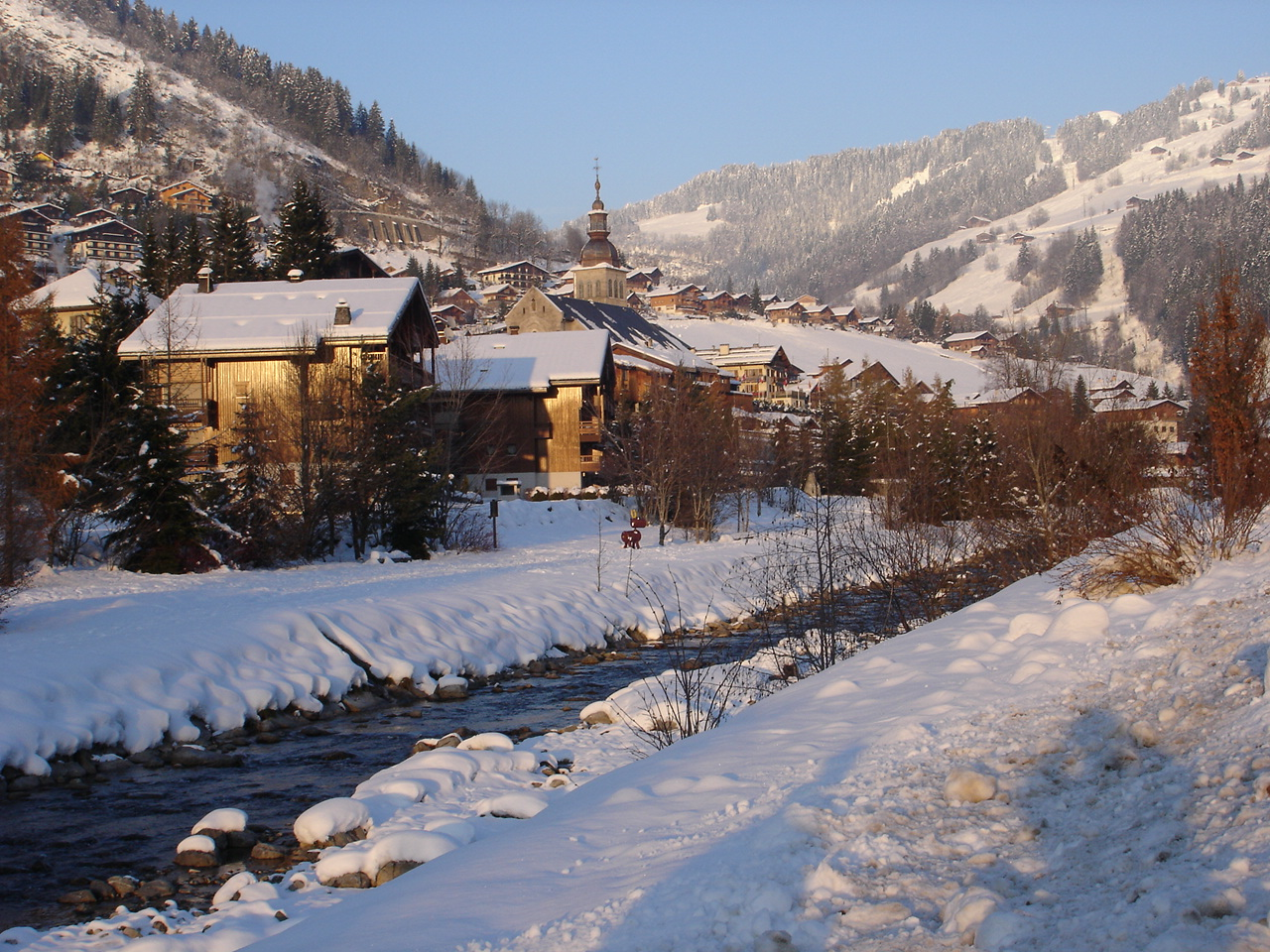
Le Grand-Bornand